# Albo d'oro del doppio misto del torneo di Wimbledon
L'Albo d'oro del doppio misto del torneo di Wimbledon è un elenco di vincitori del doppio misto al Torneo di Wimbledon. Il doppio misto è stato introdotto a Wimbledon nel 1913, lo stesso anno del doppio femminile. Il torneo non si è svolto dal 1915 al 1918 e dal 1940 al 1945 a causa delle due guerre mondiali e nel 2020 a causa della pandemia di COVID-19.
La statunitense Elizabeth Ryan con ben 7 trofei vinti è l'indiscussa primatista nel doppio misto. Il titolo di miglior coppia è invece condiviso fra Billie Jean King e Owen Davidson, e quella australiana formata da Margaret Smith Court e Ken Fletcher.

## Albo d'oro
| Anno        | Vincitori                                           | Finalisti                                           | Punteggio                                           |
| ----------- | --------------------------------------------------- | --------------------------------------------------- | --------------------------------------------------- |
| 1913        | Agnes Tuckey Hope Crisp                             | Ethel Larcombe James Parke                          | 3–6, 5–3 ritiro                                     |
| 1914        | Ethel Thomson Larcombe James Parke                  | Marguerite Broquedis Anthony Wilding                | 4–6, 6–4, 6–2                                       |
| 1915 - 1918 | non disputato a causa della prima guerra mondiale   | non disputato a causa della prima guerra mondiale   | non disputato a causa della prima guerra mondiale   |
| 1919        | Elizabeth Ryan (1) Randolph Lycett (1)              | Dorothea Chambers Albertem Prebble                  | 6–0, 6–0                                            |
| 1920        | Suzanne Lenglen (1) Gerald Patterson                | Elizabeth Ryan Randolph Lycett                      | 7–5, 6–3                                            |
| 1921        | Elizabeth Ryan (2) Randolph Lycett (2)              | Phyllis Howkins Max Woosnam                         | 6–3, 6–1                                            |
| 1922        | Suzanne Lenglen (2) Pat O'Hara Wood                 | Elizabeth Ryan Randolph Lycett                      | 6–4, 6–3                                            |
| 1923        | Elizabeth Ryan (3) Randolph Lycett (3)              | Dorothy Shepherd Barron Lewis Deane                 | 6–4, 7–5                                            |
| 1924        | Kathleen McKane (1) John Gilbert                    | Dorothy Shepherd Barron Leslie Godfree              | 6–3, 3–6, 6–3                                       |
| 1925        | Suzanne Lenglen (3) Jean Borotra                    | Elizabeth Ryan Uberto de Morpurgo                   | 6–3, 6–3                                            |
| 1926        | Kathleen McKane Godfree (2) Leslie Godfree          | Mary Browne Howard Kinsey                           | 6–3, 6–4                                            |
| 1927        | Elizabeth Ryan (4) Frank Hunter (1)                 | Kathleen McKane Godfree Leslie Godfree              | 8–6, 6–0                                            |
| 1928        | Elizabeth Ryan (5) Patrick Spence                   | Daphne Akhurst Jack Crawford                        | 7–5, 6–4                                            |
| 1929        | Helen Wills Moody Frank Hunter (2)                  | Joan Fry Ian Collins                                | 6–1, 6–4                                            |
| 1930        | Elizabeth Ryan (6) Jack Crawford                    | Hilde Krahwinkel Daniel Prenn                       | 6–1, 6–3                                            |
| 1931        | Anna Harper George Lott                             | Joan Ridley Ian Collins                             | 6–3, 1–6, 6–1                                       |
| 1932        | Elizabeth Ryan (7) Enrique Maier                    | Josane Sigart Harry Hopman                          | 7–5, 6–2                                            |
| 1933        | Hilde Krahwinkel Gottfried von Cramm                | Mary Heeley Norman Farquharson                      | 7–5, 8–6                                            |
| 1934        | Dorothy Round (1) Ryuki Miki                        | Dorothy Shepherd Barron Bunny Austin                | 3–6, 6–4, 6–0                                       |
| 1935        | Dorothy Round (2) Fred Perry (1)                    | Nell Hall Hopman Harry Hopman                       | 7–5, 4–6, 6–2                                       |
| 1936        | Dorothy Round (3) Fred Perry (2)                    | Sarah Palfrey Cooke Don Budge                       | 7–9, 7–5, 6–4                                       |
| 1937        | Alice Marble (1) Don Budge (1)                      | Simonne Mathieu Yvon Petra                          | 6–4, 6–1                                            |
| 1938        | Alice Marble (2) Don Budge (2)                      | Sarah Palfrey Cooke Henner Henkel                   | 6–1, 6–4                                            |
| 1939        | Alice Marble (3) Bobby Riggs                        | Nina Brown Frank Wilde                              | 9–7, 6–1                                            |
| 1940 - 1945 | non disputato a causa della seconda guerra mondiale | non disputato a causa della seconda guerra mondiale | non disputato a causa della seconda guerra mondiale |
| 1946        | Louise Brough (1) Tom Brown                         | Dorothy Cheney Geoff Brown                          | 6–4, 6–4                                            |
| 1947        | Louise Brough (2) John Bromwich (1)                 | Nancye Wynne Bolton Colin Long                      | 1–6, 6–4, 6–2                                       |
| 1948        | Louise Brough (3) John Bromwich (2)                 | Doris Hart Frank Sedgman                            | 6–2, 3–6, 6–3                                       |
| 1949        | Sheila Summers Eric Sturgess (1)                    | Louise Brough John Bromwich                         | 9–7, 9–11, 7–5                                      |
| 1950        | Louise Brough (4) Eric Sturgess (2)                 | Pat Canning Geoff Brown                             | 11–9, 1–6, 6–4                                      |
| 1951        | Doris Hart (1) Frank Sedgman (1)                    | Nancye Wynne Bolton Mervyn Rose                     | 7–5, 6–2                                            |
| 1952        | Doris Hart (2) Frank Sedgman (2)                    | Thelma Coyne Long Enrique Morea                     | 4–6, 6–3, 6–4                                       |
| 1953        | Doris Hart (3) Vic Seixas (1)                       | Shirley Fry Enrique Morea                           | 9–7, 7–5                                            |
| 1954        | Doris Hart (4) Vic Seixas (2)                       | Margaret Osborne duPont Ken Rosewall                | 5–7, 6–4, 6–3                                       |
| 1955        | Doris Hart (5) Vic Seixas (3)                       | Louise Brough Enrique Morea                         | 8–6, 2–6, 6–3                                       |
| 1956        | Shirley Fry Vic Seixas (4)                          | Althea Gibson Gardnar Mulloy                        | 2–6, 6–2, 7–5                                       |
| 1957        | Darlene Hard (1) Mervyn Rose                        | Althea Gibson Neale Fraser                          | 6–4, 7–5                                            |
| 1958        | Lorraine Coghlan Robert Howe                        | Althea Gibson Kurt Nielsen                          | 6–3, 13–11                                          |
| 1959        | Darlene Hard (2) Rod Laver (1)                      | Maria Bueno Neale Fraser                            | 6–4, 6–3                                            |
| 1960        | Darlene Hard (3) Rod Laver (2)                      | Maria Bueno Robert Howe                             | 13–11, 3–6, 8–6                                     |
| 1961        | Lesley Turner (1) Fred Stolle (1)                   | Edda Buding Robert Howe                             | 11–9, 6–2                                           |
| 1962        | Margaret Osborne duPont Neale Fraser (1)            | Ann Haydon-Jones Dennis Ralston                     | 2–6, 6–3, 13–11                                     |
| 1963        | Margaret Smith (1) Ken Fletcher (1)                 | Darlene Hard Bob Hewitt                             | 11–9, 6–4                                           |
| 1964        | Lesley Turner (2) Fred Stolle (2)                   | Margaret Smith Ken Fletcher                         | 6–4, 6–4                                            |
| 1965        | Margaret Smith (2) Ken Fletcher (2)                 | Judy Tegart-Dalton Tony Roche                       | 12–10, 6–3                                          |
| 1966        | Margaret Smith (3) Ken Fletcher (3)                 | Billie Jean King Dennis Ralston                     | 4–6, 6–3, 6–3                                       |
| 1967        | Billie Jean King (1) Owen Davidson (1)              | Maria Bueno Ken Fletcher                            | 7–5, 6–2                                            |
| 1968        | Margaret Smith Court (4) Ken Fletcher (4)           | Ol'ga Morozova Aleksander Metreweli                 | 6–1, 14–12                                          |
| 1969        | Ann Haydon-Jones Fred Stolle (3)                    | Judy Tegart-Dalton Tony Roche                       | 6–2, 6–3                                            |
| 1970        | Rosie Casals (1) Ilie Năstase (1)                   | Ol'ga Morozova Aleksander Metreweli                 | 6–3, 4–6, 9–7                                       |
| 1971        | Billie Jean King (2) Owen Davidson (2)              | Margaret Smith Court Marty Riessen                  | 3–6, 6–2, 15–13                                     |
| 1972        | Rosie Casals (2) Ilie Năstase (2)                   | Evonne Goolagong Kim Warwick                        | 6–4, 6–4                                            |
| 1973        | Billie Jean King (3) Owen Davidson (3)              | Janet Newberry Raúl Ramírez                         | 6–3, 6–2                                            |
| 1974        | Billie Jean King (4) Owen Davidson (4)              | Lesley Charles Mark Farrell                         | 6–3, 9–7                                            |
| 1975        | Margaret Smith Court (5) Marty Riessen              | Betty Stöve Allan Stone                             | 6–4, 7–5                                            |
| 1976        | Françoise Dürr Tony Roche                           | Rosie Casals Dick Stockton                          | 6–3, 2–6, 7–5                                       |
| 1977        | Greer Stevens (1) Bob Hewitt (1)                    | Betty Stöve Frew McMillan                           | 3–6, 7–5, 6–4                                       |
| 1978        | Betty Stöve (1) Frew McMillan (1)                   | Billie Jean King Ray Ruffels                        | 6–2, 6–2                                            |
| 1979        | Greer Stevens (2) Bob Hewitt (2)                    | Betty Stöve Frew McMillan                           | 7–5, 7–6(7)                                         |
| 1980        | Tracy Austin John Austin                            | Dianne Fromholtz Balestrat Mark Edmondson           | 4–6, 7–6(6), 6–3                                    |
| 1981        | Betty Stöve (2) Frew McMillan (2)                   | Tracy Austin John Austin                            | 4–6, 7–6(2), 6–3                                    |
| 1982        | Anne Smith Kevin Curren                             | Wendy Turnbull John Lloyd                           | 2–6, 6–3, 7–5                                       |
| 1983        | Wendy Turnbull (1) John Lloyd (1)                   | Billie Jean King Steve Denton                       | 6(5)–7, 7–6(5), 7–5                                 |
| 1984        | Wendy Turnbull (2) John Lloyd (2)                   | Kathy Jordan Steve Denton                           | 6–3, 6–3                                            |
| 1985        | Martina Navrátilová (1) Paul McNamee                | Elizabeth Smylie John Fitzgerald                    | 7–5, 4–6, 6–2                                       |
| 1986        | Kathy Jordan Ken Flach                              | Martina Navrátilová Heinz Günthardt                 | 6–3, 7–6(7)                                         |
| 1987        | Jo Durie Jeremy Bates                               | Nicole Bradtke Darren Cahill                        | 7–6(10), 6–3                                        |
| 1988        | Zina Garrison (1) Sherwood Stewart                  | Gretchen Magers Kelly Jones                         | 6–1, 7–6(3)                                         |
| 1989        | Jana Novotná Jim Pugh                               | Jenny Byrne Mark Kratzmann                          | 6–4, 5–7, 6–4                                       |
| 1990        | Zina Garrison (2) Rick Leach                        | Elizabeth Smylie John Fitzgerald                    | 7–5, 6–2                                            |
| 1991        | Elizabeth Smylie John Fitzgerald                    | Nataša Zvereva Jim Pugh                             | 7–6(4), 6–2                                         |
| 1992        | Larisa Neiland Cyril Suk (1)                        | Miriam Oremans Jacco Eltingh                        | 7–6(2), 6–2                                         |
| 1993        | Martina Navrátilová (2) Mark Woodforde              | Manon Bollegraf Tom Nijssen                         | 6–3, 6–4                                            |
| 1994        | Helena Suková (1) Todd Woodbridge                   | Lori McNeil T. J. Middleton                         | 3–6, 7–5, 6–3                                       |
| 1995        | Martina Navrátilová (3) Jonathan Stark              | Gigi Fernández Cyril Suk                            | 6–4, 6–4                                            |
| 1996        | Helena Suková (2) Cyril Suk (2)                     | Larisa Neiland Mark Woodforde                       | 1–6, 6–3, 6–2                                       |
| 1997        | Helena Suková (3) Cyril Suk (3)                     | Larisa Neiland Andrej Ol'chovskij                   | 4–6, 6–3, 6–4                                       |
| 1998        | Serena Williams Maks Mirny                          | Mirjana Lučić-Baroni Mahesh Bhupathi                | 6–4, 6–4                                            |
| 1999        | Lisa Raymond (1) Leander Paes (1)                   | Anna Kurnikova Jonas Björkman                       | 6–4, 3–6, 6–3                                       |
| 2000        | Kimberly Po Donald Johnson                          | Kim Clijsters Lleyton Hewitt                        | 6–4, 7–6(3)                                         |
| 2001        | Daniela Hantuchová Leoš Friedl                      | Liezel Huber Mike Bryan                             | 4–6, 6–3, 6–2                                       |
| 2002        | Elena Lichovceva Mahesh Bhupathi (1)                | Daniela Hantuchová Kevin Ullyett                    | 6–2, 1–6, 6–1                                       |
| 2003        | Martina Navrátilová (4) Leander Paes (2)            | Anastasija Rodionova Andy Ram                       | 6–3, 6–3                                            |
| 2004        | Cara Black (1) Wayne Black                          | Alicia Molik Todd Woodbridge                        | 3–6, 7–6(8), 6–4                                    |
| 2005        | Mary Pierce Mahesh Bhupathi (2)                     | Tetjana Perebyjnis Paul Hanley                      | 6–4, 6–2                                            |
| 2006        | Vera Zvonarëva Andy Ram                             | Venus Williams Bob Bryan                            | 6–2, 6–3                                            |
| 2007        | Jelena Janković Jamie Murray                        | Alicia Molik Jonas Björkman                         | 6–4, 3–6, 6–1                                       |
| 2008        | Samantha Stosur (1) Bob Bryan                       | Katarina Srebotnik Mike Bryan                       | 7–5, 6–4                                            |
| 2009        | Anna-Lena Grönefeld Mark Knowles                    | Cara Black Leander Paes                             | 7–5, 6–3                                            |
| 2010        | Cara Black (2) Leander Paes (3)                     | Lisa Raymond Wesley Moodie                          | 6–4, 7–6(5)                                         |
| 2011        | Iveta Benešová Jürgen Melzer                        | Elena Vesnina Mahesh Bhupathi                       | 6–3, 6–2                                            |
| 2012        | Lisa Raymond (2) Mike Bryan                         | Elena Vesnina Leander Paes                          | 6–3, 5–7, 6–4                                       |
| 2013        | Kristina Mladenovic Daniel Nestor                   | Lisa Raymond Bruno Soares                           | 5–7, 6–2, 8–6                                       |
| 2014        | Samantha Stosur (2) Nenad Zimonjić                  | Chan Hao-ching Maks Mirny                           | 6–4, 6–2                                            |
| 2015        | Martina Hingis (1) Leander Paes (4)                 | Tímea Babos Alexander Peya                          | 6–1, 6–1                                            |
| 2016        | Heather Watson Henri Kontinen                       | Anna-Lena Grönefeld Robert Farah                    | 7–6(5), 6–4                                         |
| 2017        | Martina Hingis (2) Jamie Murray                     | Heather Watson Henri Kontinen                       | 6–4, 6–4                                            |
| 2018        | Nicole Melichar-Martinez Alexander Peya             | Viktoryja Azaranka Jamie Murray                     | 7–6(1), 6–3                                         |
| 2019        | Latisha Chan Ivan Dodig                             | Jeļena Ostapenko Robert Lindstedt                   | 6–2, 6–3                                            |
| 2020        | Annullato per pandemia di Coronavirus               | Annullato per pandemia di Coronavirus               | Annullato per pandemia di Coronavirus               |
| 2021        | Desirae Krawczyk (1) Neal Skupski (1)               | Harriet Dart Joe Salisbury                          | 6–2, 7–6(1)                                         |
| 2022        | Desirae Krawczyk (2) Neal Skupski (2)               | Samantha Stosur Matthew Ebden                       | 6–4, 6–3                                            |
| 2023        | Ljudmyla Kičenok Mate Pavić                         | Xu Yifan Joran Vliegen                              | 6–4, 6(9)–7, 6–3                                    |
| 2024        | Hsieh Su-wei Jan Zieliński                          | Giuliana Olmos Santiago González                    | 6–4, 6–2                                            |
| 2025        | Kateřina Siniaková Sem Verbeek                      | Luisa Stefani Joe Salisbury                         | 7–6(3), 7–6(3)                                      |

## Persone più vittoriose
| Nome                 | Nazione     | Primo titolo | Vittorie |
| -------------------- | ----------- | ------------ | -------- |
| Elizabeth Ryan       | Stati Uniti | 1914         | 7        |
| Doris Hart           | Stati Uniti | 1951         | 5        |
| Margaret Smith Court | Australia   | 1963         | 5        |
| Louise Brough        | Stati Uniti | 1946         | 4        |
| Vic Seixas           | Stati Uniti | 1953         | 4        |
| Ken Fletcher         | Australia   | 1963         | 4        |
| Billie Jean King     | Stati Uniti | 1967         | 4        |
| Owen Davidson        | Australia   | 1967         | 4        |
| Martina Navrátilová  | Stati Uniti | 1985         | 4        |
| Leander Paes         | India       | 1999         | 4        |